# BRIT Awards 2005
La XXV edizione dei BRIT Awards si tenne nel 2005 presso il Earls Court. Lo show venne condotto da Chris Evans.

## Vincitori
- Cantante maschile britannico: The Streets
- Cantante femminile britannica: Joss Stone
- Gruppo britannico: Franz Ferdinand,
- British album: Keane - Hopes and Fears
- Singolo britannico: Will Young - Your Game
- Rivelazione britannica: Keane
- British urban act: Joss Stone
- British rock act: Franz Ferdinand
- British live act: Muse
- Pop act: Mcfly
- Cantante internazionale maschile: Eminem
- Cantante internazionale femminile: Gwen Stefani
- Rivelazione internazionale: Scissor Sisters
- Gruppo internazionale: Scissor Sisters
- Album internazionale: Scissor Sisters - Scissor Sisters
- Straordinario contributo alla musica: Bob Geldof

Venne consegnato un premio speciale "BRIT's 25 Award" per il miglior singolo degli ultimi 25 anni a Robbie Williams per "Angels".
I produttori hanno aggiunto un effetto video "mosso" alla messa in onda dello show nel 2005 che disturbava la visione, soprattutto durante le riprese più veloci.